# Polesje
Polesje (bjeloruski: Палессе, poljski: Polesie, ruski: Полесье, ukrajinski: Полісся) je povijesna regija koja se svojim središtem prostire u močvarno-šumskom predjelu sjeverne Ukrajine i južne Bjelorusije, zatim nešto manje u istočnoj Poljskoj i zapadnoj Rusiji. Polesje u slobodnom prijevodu označava «šumovitu zemlju». Polesje je drevna nastambina ukrajinskog plemena Derevljana, zatim lokalnih stanovnika Poljiščuka. 

## Povijest regije
Na istim prostorima pronalaze se tragovi najstarije slavenske i ukrajinske kulture. Prvo veće središte na istom prostoru predstavlja grad Iskorosten, zatim mnogi drugi gradovi poput Turova, Pinska i drugih koji cvjetaju u razdoblju jačanja Kijevske Rusi. Danas bjeloruski i ruski dio ukrajinske regije pripojen je njihovim teritorijalnim granicama sredinom 17. stoljeća, u pravnom smislu nakon potpisivanja Andrusovskog sporazuma. 

## Vanjske poveznice
- Polissya - ethnographical region of Ukraine (eng.)
- Stranice Prirodnog rezervata Polissja - turistička destinacija (ukr.)
- Kultura poliškog krajolika, literatura (eng.)  Arhivirana inačica izvorne stranice od 14. kolovoza 2010. (Wayback Machine)
- Wildlife experience in Polissya woods, Vlad Lavrov (eng.)